# 伯恩哈德·魏斯
伯恩哈德·魏斯（德語：Bernhard Weiss, 1880年7月30日—1951年7月29日），是一位德国法学家，曾在魏玛共和国时代担任柏林警察局副局长。作为德国民主党的成员，魏斯被认为是代表魏玛共和国时期紧张政治局势的关键人物，也是抗衡极左、极右翼分子和捍卫议会民主制度的中坚力量。

## 早年经历
伯恩哈德·魏斯出生于德意志帝国时期柏林的一个颇有名望的犹太家庭。魏斯自小在充满自由主义气息的家庭氛围中成长，1900年高中毕业后，成绩优异的他相继在柏林大学、慕尼黑大学、弗莱堡大学和维尔茨堡大学学习法律并取得法律博士学位。
1904年，他自愿接受军事训练，并被任命为皇家巴伐利亚军队的预备役军官，之所以加入巴伐利亚的军队是因为他作为犹太人没有被普鲁士军队接受。第一次世界大战期间，魏斯因作战勇敢被晋升为上尉军衔，他还是一家医疗公司的负责人，并因为其杰出的后勤服务被授予一级铁十字勋章。他的三个兄弟和一个堂兄也参加了战争，其中一人死亡，另一人重伤。
魏斯活跃于柏林的犹太社区，他是拉比神学院的董事会成员和德国犹太信仰公民联盟的成员，该组织致力于维护德国犹太裔公民的合法权利，同时培养他们对于德国人身份的认同。在成为魏玛共和国时代第一个进入公务员队伍的犹太人之前，魏斯曾是一位非常有效率的律师和法官，他以出色的法律服务而闻名。

## 柏林警察局生涯

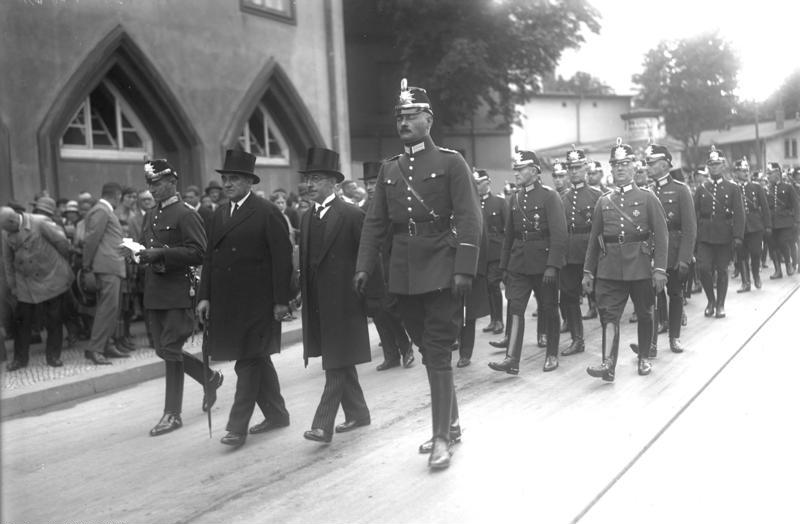
1931年伯恩哈德·魏斯出席两名遭到谋杀的警员的葬礼

1918年，魏斯被任命为柏林警察局刑警部门副长官，并于1925年成为其负责人。1920年，他还兼任政治警察署署长，他在1927年成为管辖整个警察部队的柏林警察局副局长。
魏斯作为一名自由主义者同时也是共和民主理念的坚定信奉者，他加入了德国民主党并在魏玛时期紧张的政治局势中发挥了核心作用。然而魏玛宪法所确立的民主制度是对从前专制政体的彻底改变，这对德国左右两翼的极端分子来说是不可容忍的；因此从一开始，魏玛共和国就受到了这两个极端群体的频繁攻击。魏斯一直致力于使柏林警察局成为捍卫议会民主的重要阵地，他曾为苏联贸易代表团在柏林从事颠覆活动的案件提供了调查证据。德国民主党成员瓦尔特·拉特瑙是一位犹太实业家和自由派政治家，他曾出任包括外交部长在内的多个职位，致力于改善魏玛共和国糟糕的外部环境，但是却在1922年签署《拉帕洛条约》两个月后遭暗杀身亡。魏斯密切参与了这一暗杀事件的调查并成功逮捕行刺拉特瑙的凶犯，他在任内十分关心与德共和纳粹冲锋队的斗争，并时常下令没收在他们的集会上发现的武器。
1927年，魏斯主导取缔了纳粹党在柏林的分支机构，同年当纳粹成员从纽伦堡的集会返回柏林时，他们中的500名成员因隶属于非法组织而被捕。

## 与约瑟夫·戈培尔的较量
魏斯在柏林警察局任职期间，纳粹高级干部约瑟夫·戈培尔因持续组织和煽动暴力事件而成为他执法的主要目标。戈培尔当时是纳粹党内著名的演说家，他在后来成为第三帝国的宣传部长。戈培尔讽刺魏斯是“伊西多尔”，并称魏玛共和国为“犹太人共和国”。
魏斯以诽谤罪起诉戈培尔并赢得了法庭的诉讼，但戈培尔仍然没有克制，魏斯也没有被他的恐吓所吓倒，最终魏斯起诉了戈培尔多达40余次。期间有几次魏斯还阻止戈培尔在纳粹党集会上发言。曾经任命魏斯担任警局领导人的前普鲁士内政部长威廉·阿诺德·德鲁斯博士在1932年前者的职业生涯即将结束时说：“当我们决定任命第一位未受洗的犹太人为国家服务时，我们知道他必须得是做得最好的。是我选择了你，现在我能很高兴地说你没有辜负我们的期望。”
1932年底，时任德国总理兼普鲁士总理的弗朗茨·冯·帕彭下令逮捕了魏斯和他的上司，尽管只拘留了他们一天（释放条件是他必须以书面形式离职并声明今后将不再进行任何政治活动）。

## 流亡海外

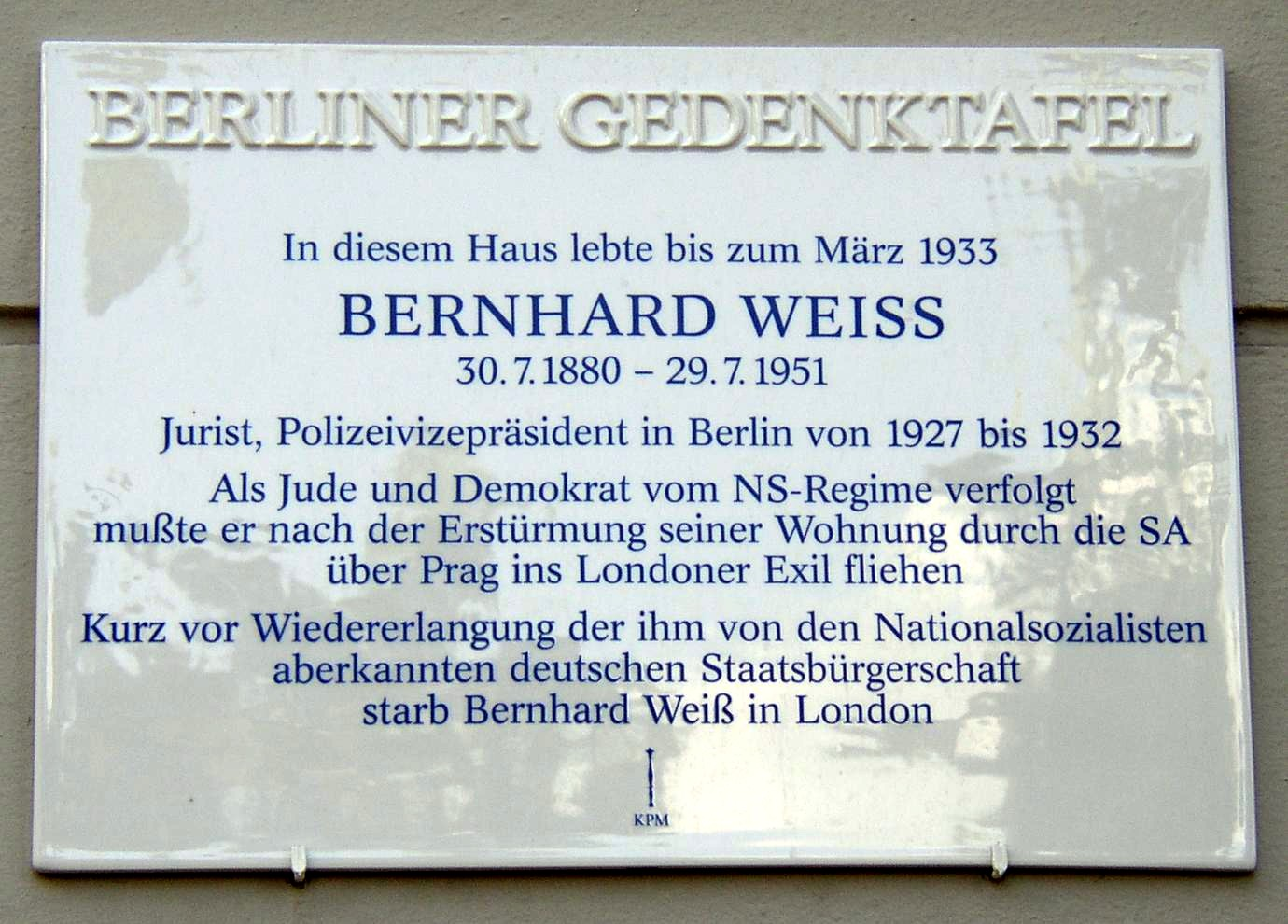
柏林夏洛滕堡的魏斯纪念牌匾

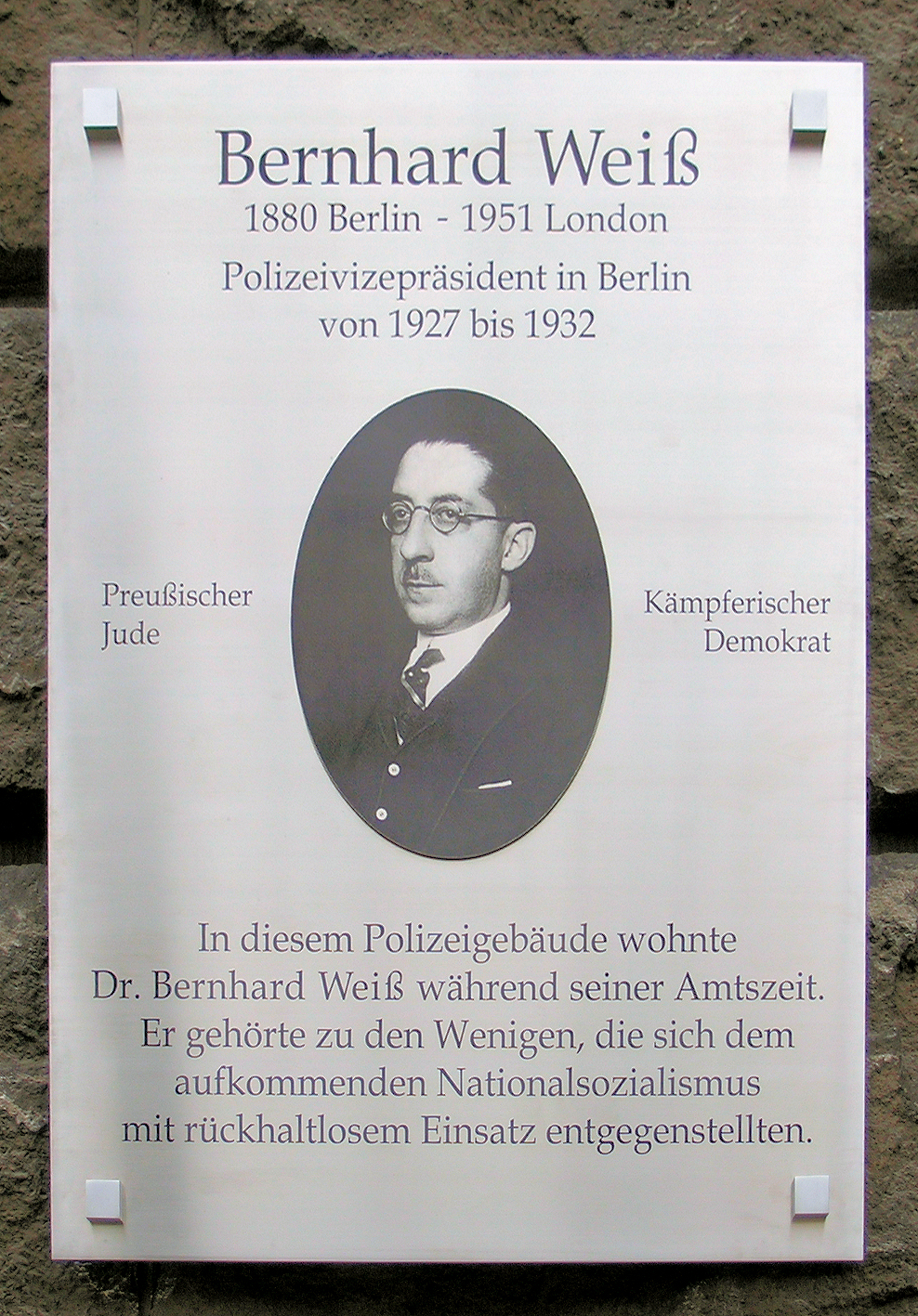
位于夏洛滕堡的魏斯旧居的纪念牌匾

1933年，在纳粹党元首阿道夫·希特勒被兴登堡总统任命为总理的前夕，魏斯终于决定离开德国。他以前在警察部队的部下被命令逮捕他们曾经的副局长，国会议长赫尔曼·戈林也表示愿意为任何协助逮捕魏斯的人提供悬赏金。魏斯和他的女儿希尔达藏在他亲戚的家中时，警察便上门来搜查了，魏斯不得不把自己埋在煤堆下的地下室中以防止警察发现他。警察试图带走希尔达，但她的姑姑和叔叔声称她是他们的女儿，这才躲过了警察的逮捕。魏斯在一位旧友的帮助下成功举家逃往捷克斯洛伐克，随后又去了英国，他在伦敦开了一家印刷和文具公司，度过了他的余生。
流亡期间，魏斯被剥夺了德国公民的身份。1951年，他在即将恢复西德公民权前不久在伦敦死于癌症，享年70岁。魏斯的遗孀洛特·魏斯在她丈夫去世以后就返回柏林居住，她于1952年在柏林去世。

## 出版作品
- 《德国国会在多大程度上掌握其议事规则：德国国会关于议事规则的增加、解释和修正的权利》（1906年）
- 《德国国会大厦及其议事规则》，柏林海曼出版社（1906年）
- 《关于赌博、赌博俱乐部和公共赌场》（1919年）
- 《帝国选举法：德国制宪议会选举条例》（1919年）
- 《1922年7月21日共和国保护法：人口流动执行条例》（1923年）
- 《警察与政治》（1928）
- 《刑事诉讼法以及介绍法和法院宪法法：特别是针对公务员和当局的安全部门》（1928）
- 《柏林道路法典：关于柏林街道交通管制和秩序维护的警察条例》（1929）
- 《德意志帝国和德国各州的警察规定第6卷：柏林警察条例》，柏林威勒出版社（1931年）
- 《柏林的警察条例》（1931年）
- 《关于政治侮辱程序的必要性》（1932年）

## 流行文化
- 在2017年德国历史剧《巴比伦柏林》中，以魏斯为原型塑造了忠于共和国的政府委员兼柏林政治警察领导人奥古斯特·本达（由马蒂亚斯·布兰特饰演）。

## 文献来源
- Michael Berger: Bernhard Weiß, preußischer Jude und Offizier. In: Eisernes Kreuz und Davidstern. Die Geschichte Jüdischer Soldaten in Deutschen Armeen. trafo verlag, Berlin 2006, ISBN 3-89626-476-1, p. 203–207.
- Michael Berger: Dr. Bernhard Weiß. Sein Kampf für Demokratie und Rechtsstaat in der Weimarer Republik. In: Eisernes Kreuz – Doppeladler – Davidstern. Juden in deutschen und österreichisch-ungarischen Armeen. Der Militärdienst jüdischer Soldaten durch zwei Jahrhunderte. trafo verlag, Berlin 2010, ISBN 978-3-89626-962-1, p. 146–150.
- Dietz Bering: Kampf um Namen. Bernhard Weiß gegen Joseph Goebbels. Klett-Cotta, Stuttgart 1991.
- Joachim Rott: Bernhard Weiß (1880–1951). Hentrich & Hentrich, Berlin 2008, ISBN 3-938485-54-X.
- Bjoern Weigel: Bernhard Weiß. In: Wolfgang Benz (Hrsg.): Handbuch des Antisemitismus. Judenfeindschaft in Geschichte und Gegenwart. Band 2: Personen. de Gruyter/Saur, Berlin 2009, ISBN 978-3-598-24072-0, p. 880–882.